# Coquelicot
Papaver rhoeas
Pour les articles homonymes, voir coquelicot (homonymie).
Espèce
Classification APG IV (2016)
Statut de conservation UICN

 LC : Préoccupation mineure

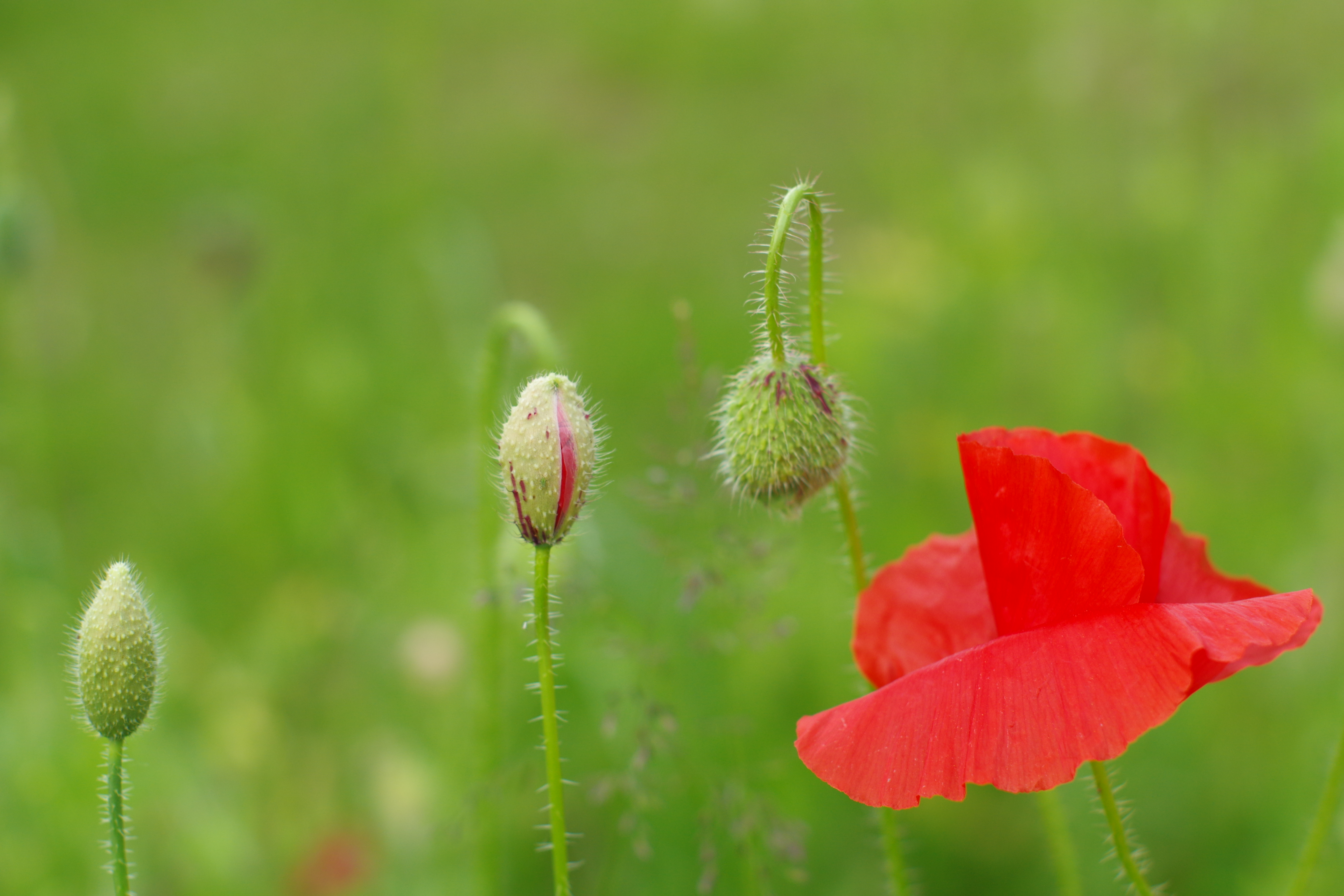
Boutons et fleur épanouie.

Le coquelicot (Papaver rhoeas) est une espèce de plantes à fleurs dicotylédones de la famille des Papaveraceae. C'est une plante herbacée originaire du bassin méditerranéen (Eurasie et Afrique du Nord).
C'est une annuelle, très abondante dans les terrains fraîchement remués à partir du printemps, qui se distingue par la couleur rouge de ses fleurs et par le fait qu'elle forme souvent de grands tapis colorés visibles de très loin.
Elle appartient au groupe des plantes dites messicoles car elle est associée à l'agriculture depuis des temps très anciens, grâce à son cycle biologique adapté aux cultures de céréales, la floraison et la mise à graines intervenant avant la moisson.
Très commune dans différents pays d'Europe, elle a beaucoup régressé du fait de l'emploi généralisé des herbicides et de l'amélioration du tri des semences de céréales.
En Guyane, le nom coquelicot désigne l'espèce Rhynchanthera grandiflora en raison de la proximité dans l'usage médicinal.

## Phytonymie

### Étymologie
Le nom scientifique du genre Papaver est issu d'une racine indo-européenne papa signifiant « bouillie », car il était courant de cuire ainsi les graines de pavot. L'épithète spécifique rhoeas vient du grec ῥοιάς / rhoiás, « écoulement » (étymologie qu'on retrouve dans le terme « rhume »), allusion au latex coulant lorsque la tige est blessée.
D'abord écrit coquelicoq (1545), son nom vernaculaire est une variante de l'ancien français coquerico, désignant le coq par onomatopée : il s'agit d'une métaphore entre la couleur de la fleur et celle de la crête du coq.

### Noms vernaculaires
La plante porte plusieurs noms vernaculaires en français : coquelicot, pavot-coq, pavot des champs, pavot sauvage, poinceau, ponceau.
Les anglophones l'appellent corn poppy ou field poppy, autrement dit pavot « céréalier » ou des champs. Plusieurs noms sont employés en Allemagne : Klatschmohn (pavot ou pavot éclatant), mais aussi Feldmohn (pavot des champs). Le néerlandais use du vocable klaproos et dans son dialecte hollandais kollenbloem (bloem = fleur, kol = sorcière). En Italie, la fleur s'appelle rosolaccio (dérivé de rosa = rose) ou papavero (pavot). En Espagne, le coquelicot est une amapola ou, dans certaines régions, un ababol, emprunts au latin papaver par l'intermédiaire de l'arabe. En occitan, elle est également connue sous plusieurs noms, dont les motivations sémantiques sont les mêmes qu'en français et en italien : rosèla, rosanèla, rosadèla, roèla, capròsa, fuoroge (< sur la couleur rouge, rougeâtre), papaut, pavot, pavòt, paparòc (< latin papaver) et gaugalin, jaujalin, jalh, polagau, cacaracà, (< latin gallus et ses attributs),,,.

## Taxinomie

### Synonymes
- Papaver agrivagum Jord.
- Papaver ameristophyllum Fedde
- Papaver arvaticum Jord.

### Liste des sous-espèces et variétés
| Selon Catalogue of Life (19 février 2016) : - Papaver rhoeas subsp. polytrichum - Papaver rhoeas subsp. rhoeas - Papaver rhoeas subsp. strigosum - Papaver rhoeas var. himerense | Selon Tropicos (19 février 2016) (Attention liste brute contenant possiblement des synonymes) : - Papaver rhoeas subsp. cyprium Chrtek & Slavík - Papaver rhoeas subsp. strigosum Simonk. - Papaver rhoeas var. chelidonioides Kuntze - Papaver rhoeas var. strigosum Boenn. |

## Description

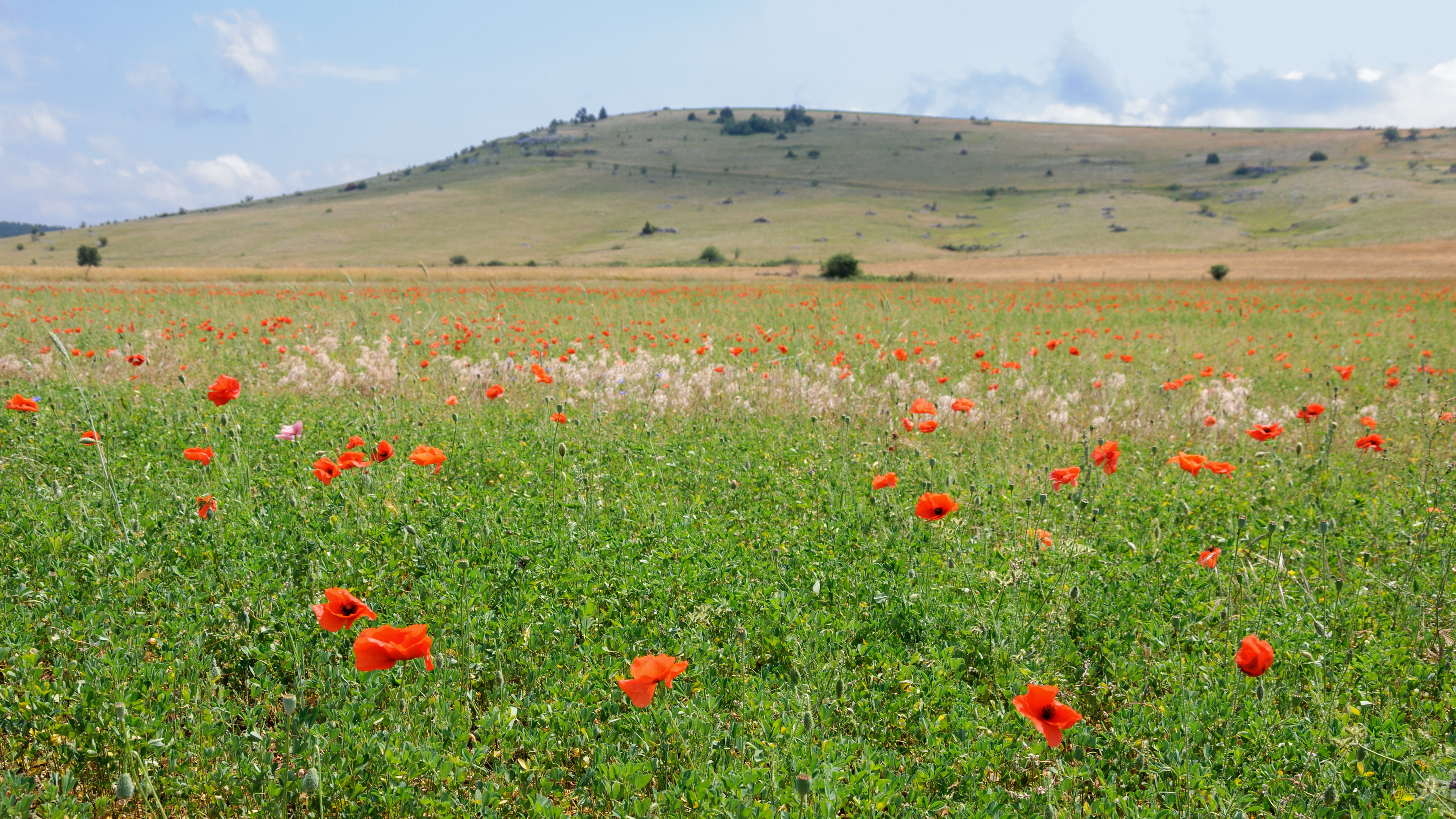
Floraison de coquelicots dans un champ de luzerne.

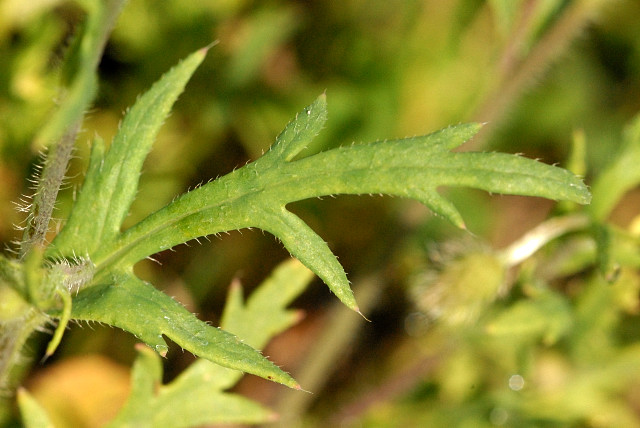
Feuille de coquelicot.

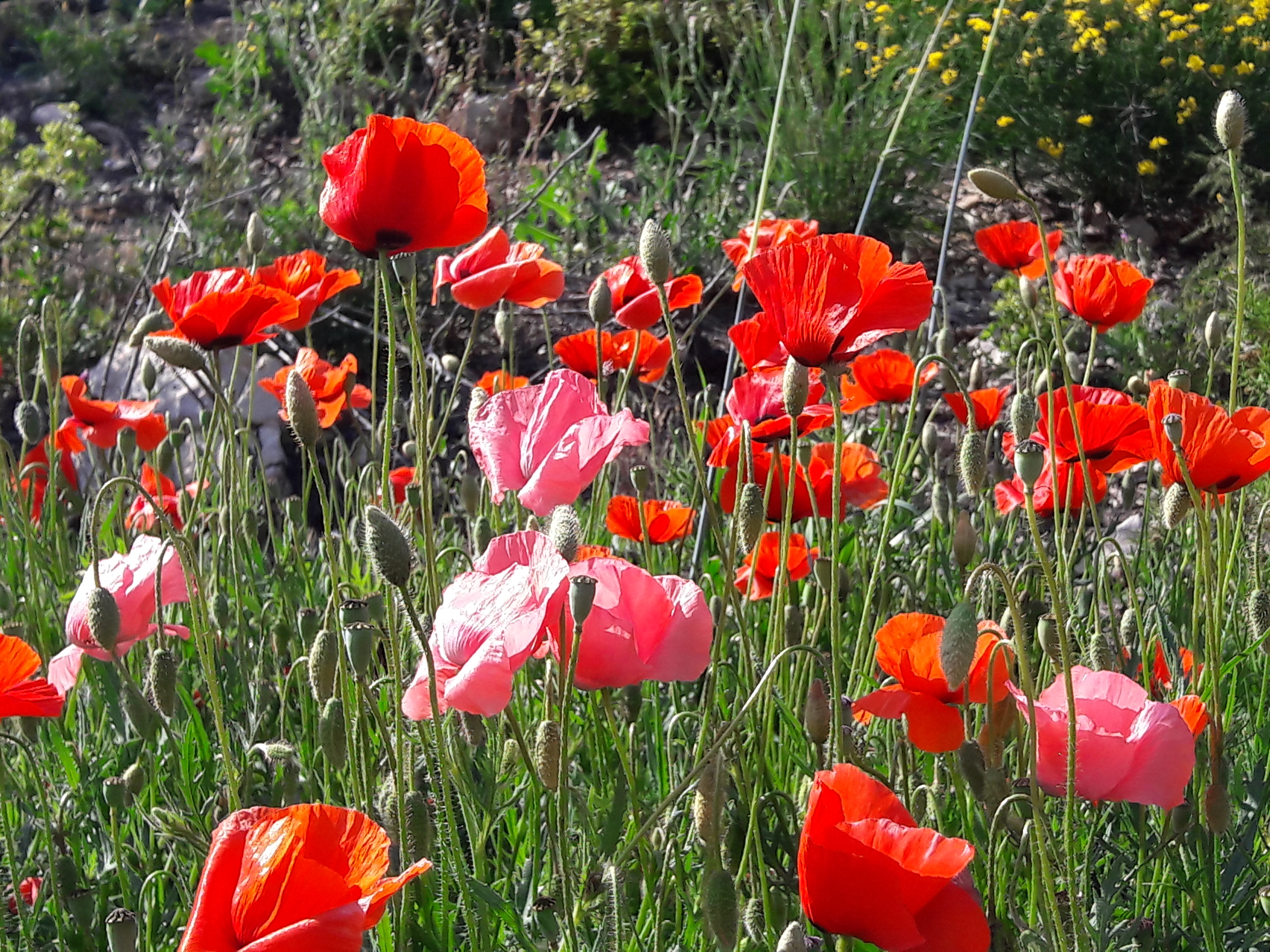
Quelques coquelicots roses parmi des rouges.

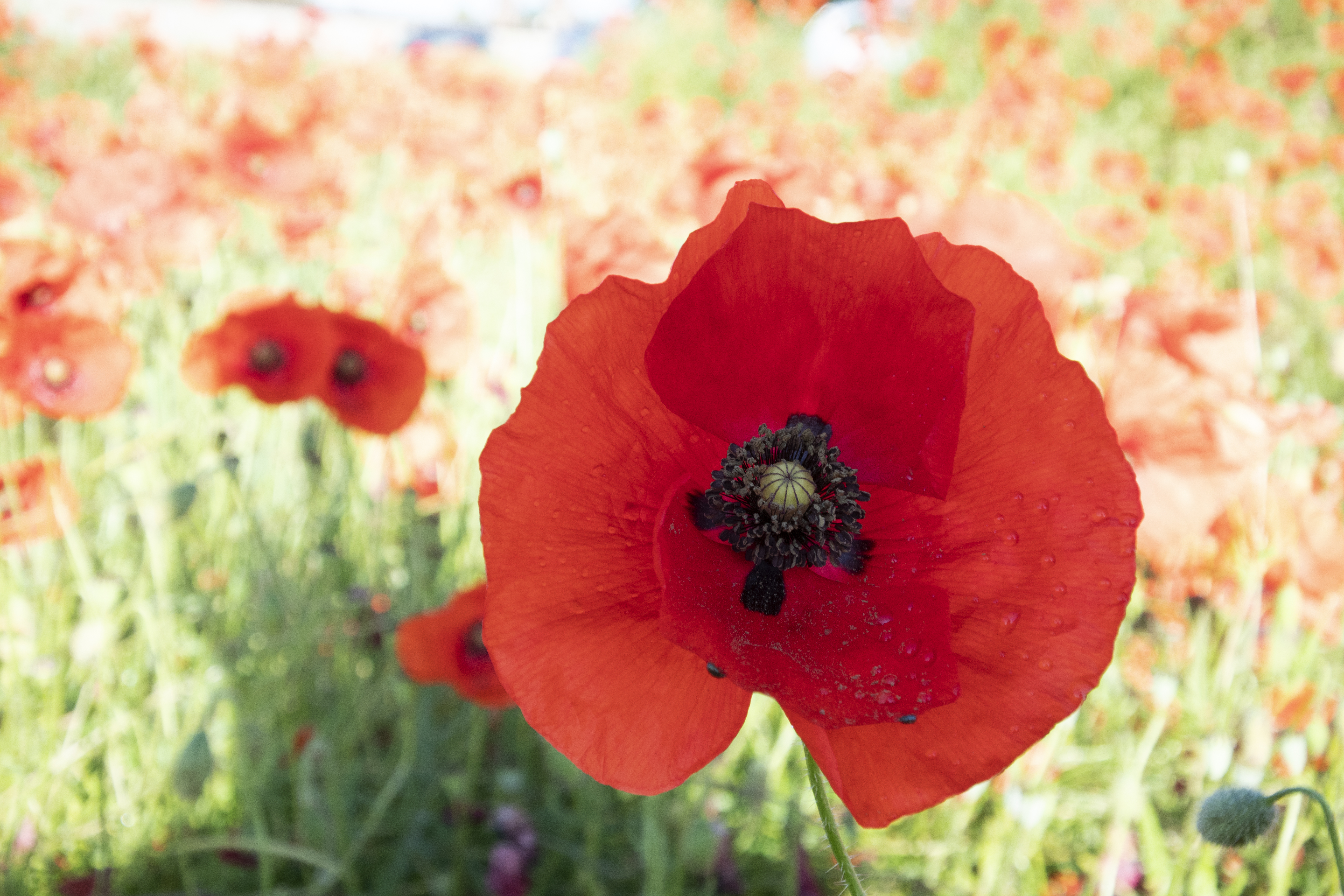
Vue sur les pétales dans un champ en Seine-et-Marne.

Le coquelicot est une plante herbacée annuelle, rarement bisannuelle, à tiges dressées, généralement non ramifiées, hérissée de poils, pouvant atteindre 70 cm de haut.
Lorsqu'on la coupe, la tige laisse échapper un latex blanc, comme les autres pavots.
Le système racinaire est formé d'une racine pivotante et de racines fines et superficielles.
Les cotylédons sont longs, minces, linéaires et prostrés.
Les feuilles, généralement alternes, présentent un limbe lancéolé, aux formes variables (lobé, denté, découpé en lobes étroits) chez la plante adulte.
Les premières feuilles (stade 2-3 feuilles) sont ovales, acuminées, entières, pétiolées, glabres. Les feuilles qui apparaissent ensuite sont découpées, oblongues-lancéolées, pennées, formant d'abord une rosette. Les feuilles supérieures sont généralement tripartites, sessiles.
Les fleurs, solitaires, grandes, simples, ont de 7 à 10 cm de diamètre et sont portées par de longs pédoncules velus. Elles comptent deux sépales libres, en forme de coupe, qui tombent dès l'éclosion de la fleur, et quatre pétales papyracés, le plus généralement rouge vif, mais parfois roses ou blancs, souvent tachés de noir à la base, qui sont froissés dans le bouton avant l'éclosion et qui se recouvrent peu.
Les boutons floraux sont penchés vers le bas avant la floraison.
Les étamines, nombreuses, ont des anthères introrses noir bleuté, portées par de minces filaments noirs.
L'ovaire, supère, uniloculaire résulte de la fusion d'un nombre variable de carpelles (8 à 15) et est divisé par des cloisons incomplètes (qui ne se rejoignent pas au centre)  qui portent les ovules anatropes extrêmement nombreux.
Les stigmates (qui reçoivent le pollen) sont réunis en un disque situé au-dessus de l'ovaire présentant de 8 à 15 rayons,,.
Les fruits sont des capsules, sphériques, presque obovales, de 1 à 2 cm de long, contenant une grande quantité de graines minuscules, facilement disséminables par le vent. Ces capsules sèches, à déhiscence poricide, s'ouvrent vers le sommet par une série de valvules (pores) situées immédiatement sous le disque stigmatique et par lesquelles s'échappent les graines lorsque les capsules sont secouées par le vent.
Les graines réniformes sont ridées en réseau à leur surface. De couleur brun sombre, elles font 0,5 mm de long environ et renferment un petit embryon droit inclus dans un albumen oléagineux. Un seul plant peut produire 20 000 graines, voire 50 000 graines. Le poids de 1 000 graines est de 0,1 à 0,2 g,,.

### Risques de confusion
Sont très proches du coquelicot et souvent confondues avec lui deux espèces de pavots, Papaver dubium, ou pavot douteux, aux fleurs plus claires, aux étamines jaunes et aux capsules glabres allongées, et Papaver hybridum (pavot hybride), dont les pétales sont foncés et surtout les capsules sont ovales, globuleuses et deux fois plus longues que larges, à poils raides jaunes et denses pour certains, étalés et arqués pour d'autres (les taches noires à la base des pétales ne sont pas caractéristiques du pavot hybride). Autre espèce voisine, Papaver argemone (pavot argémone), de petite taille et dont les pétales ne se chevauchent pas.
Au stade plantule, le coquelicot peut être confondu avec la capselle bourse-à-pasteur (Capsella bursa pastoris). Il faut attendre l'apparition de la quatrième feuille, montrant une incision caractéristique, pour les différencier.

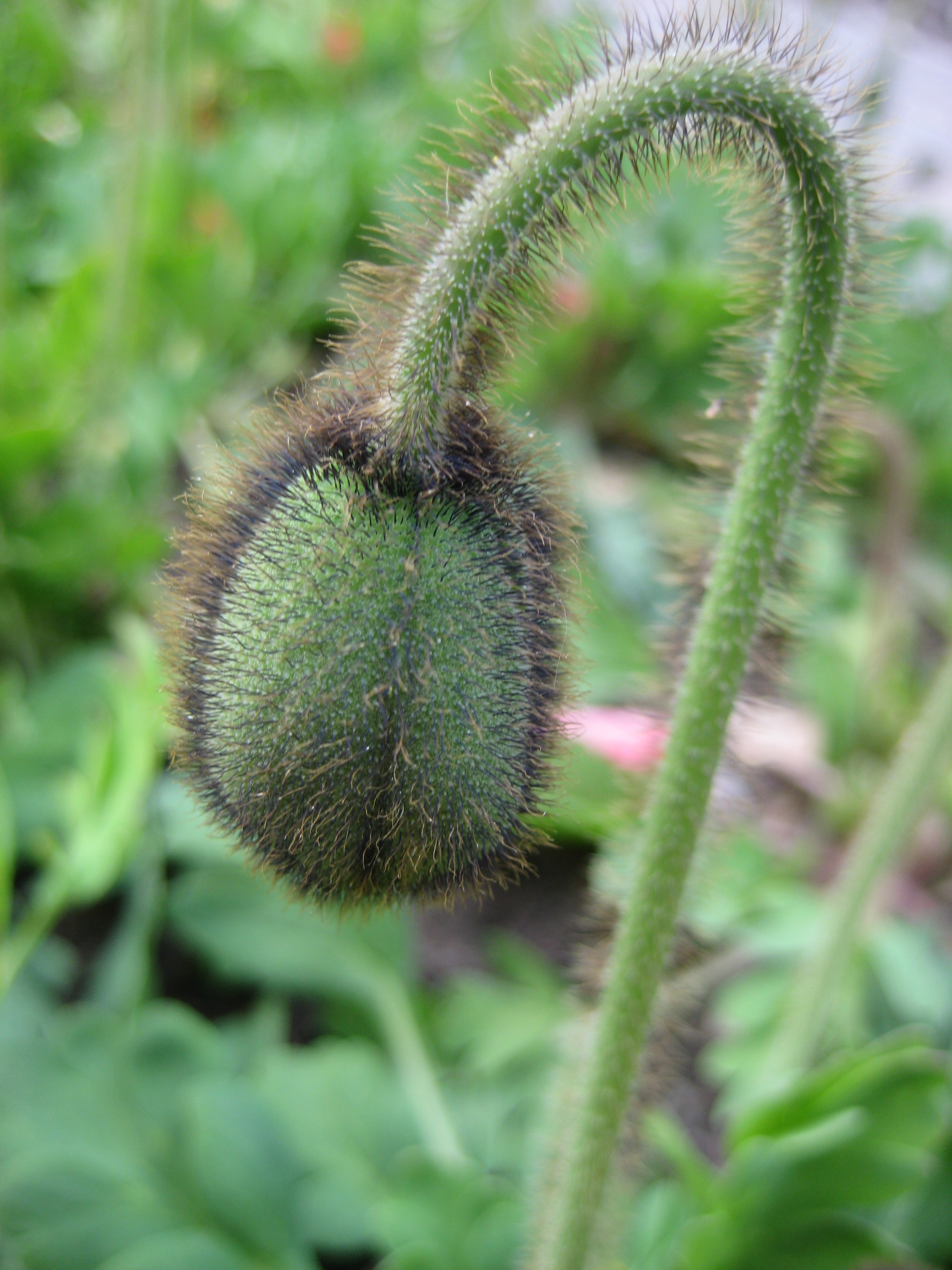
Bouton floral.
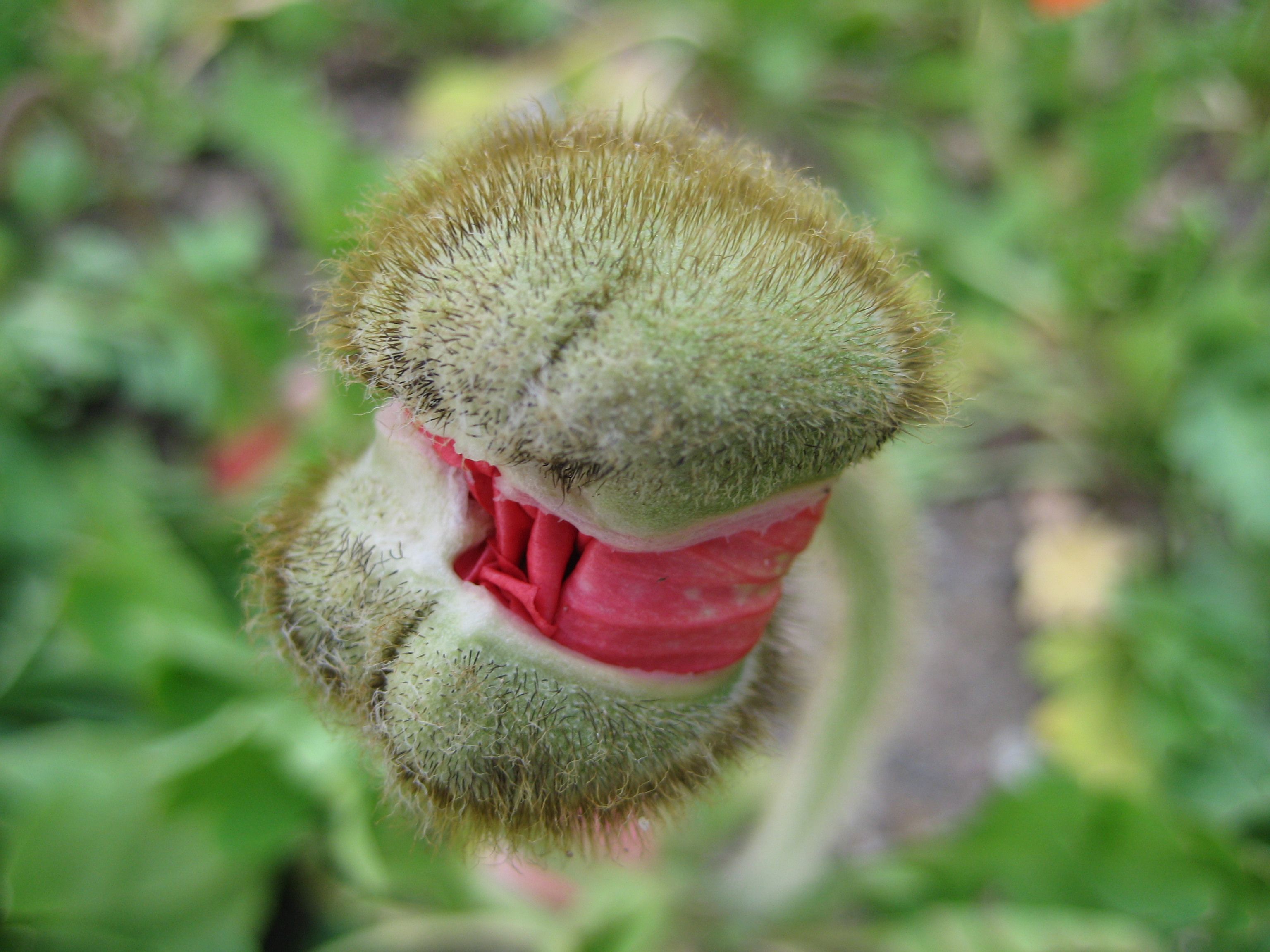
Bouton floral en cours d'éclosion.
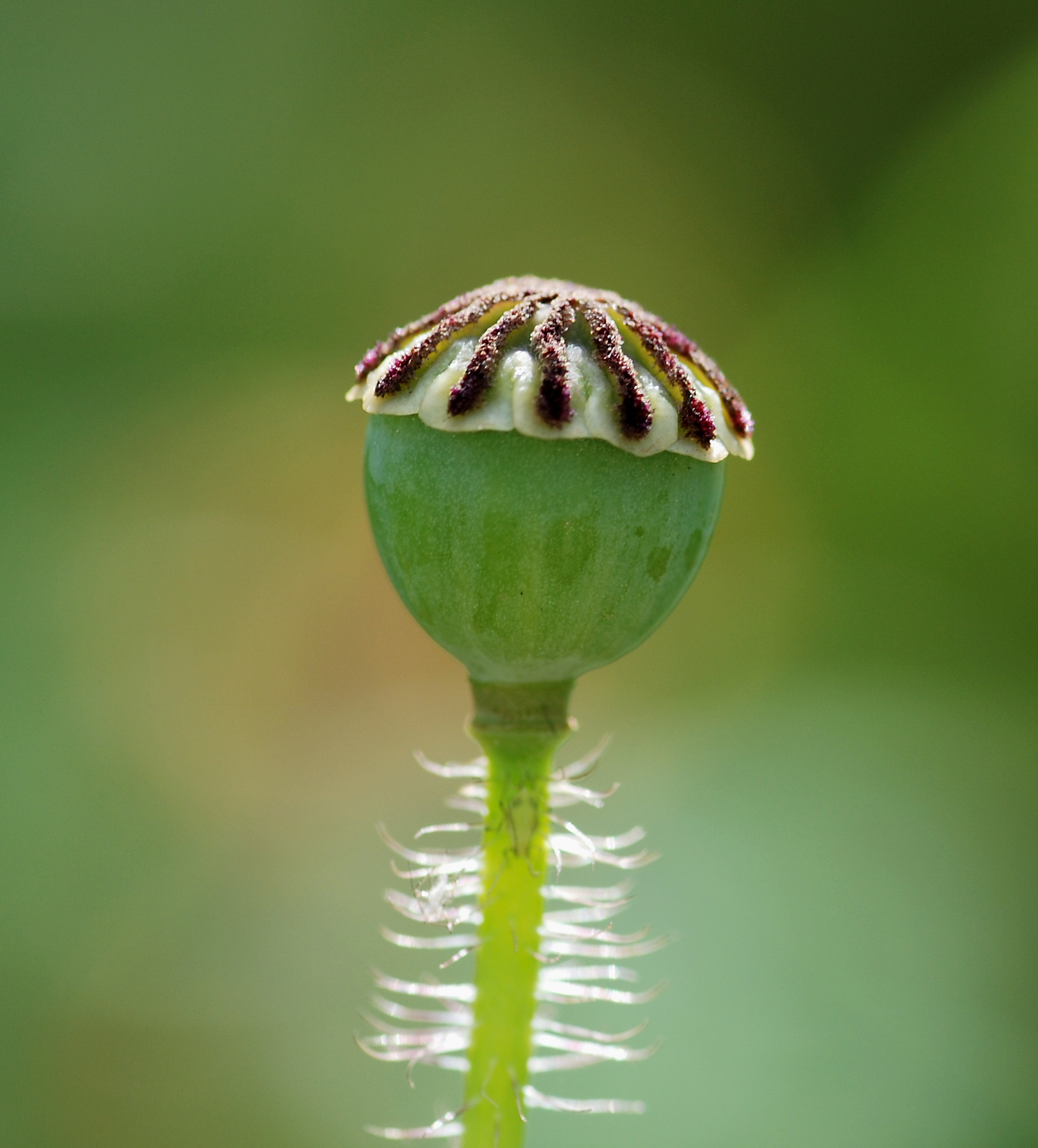
Capsule avant maturité.
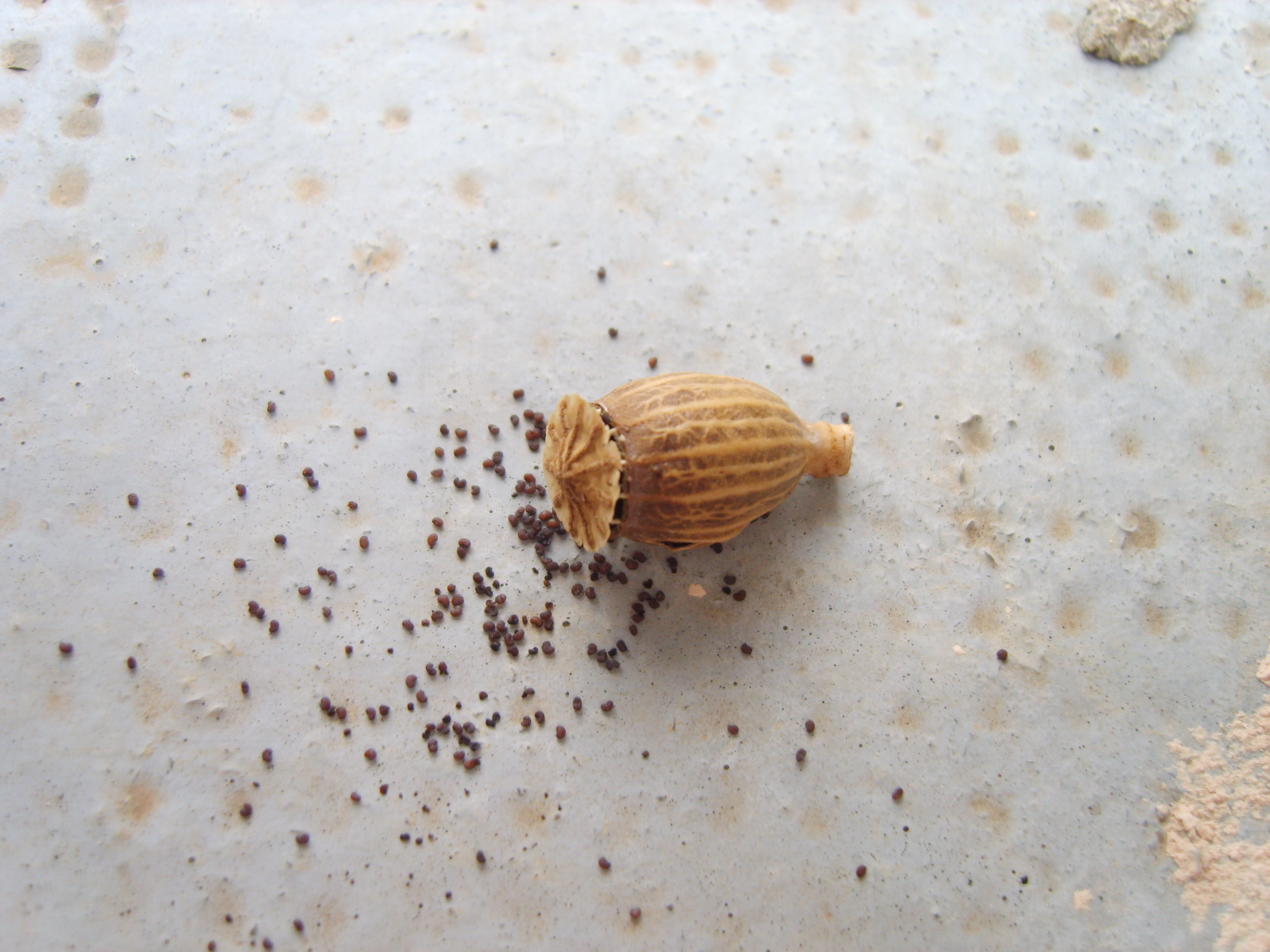
Capsule de coquelicot laissant échapper ses graines.
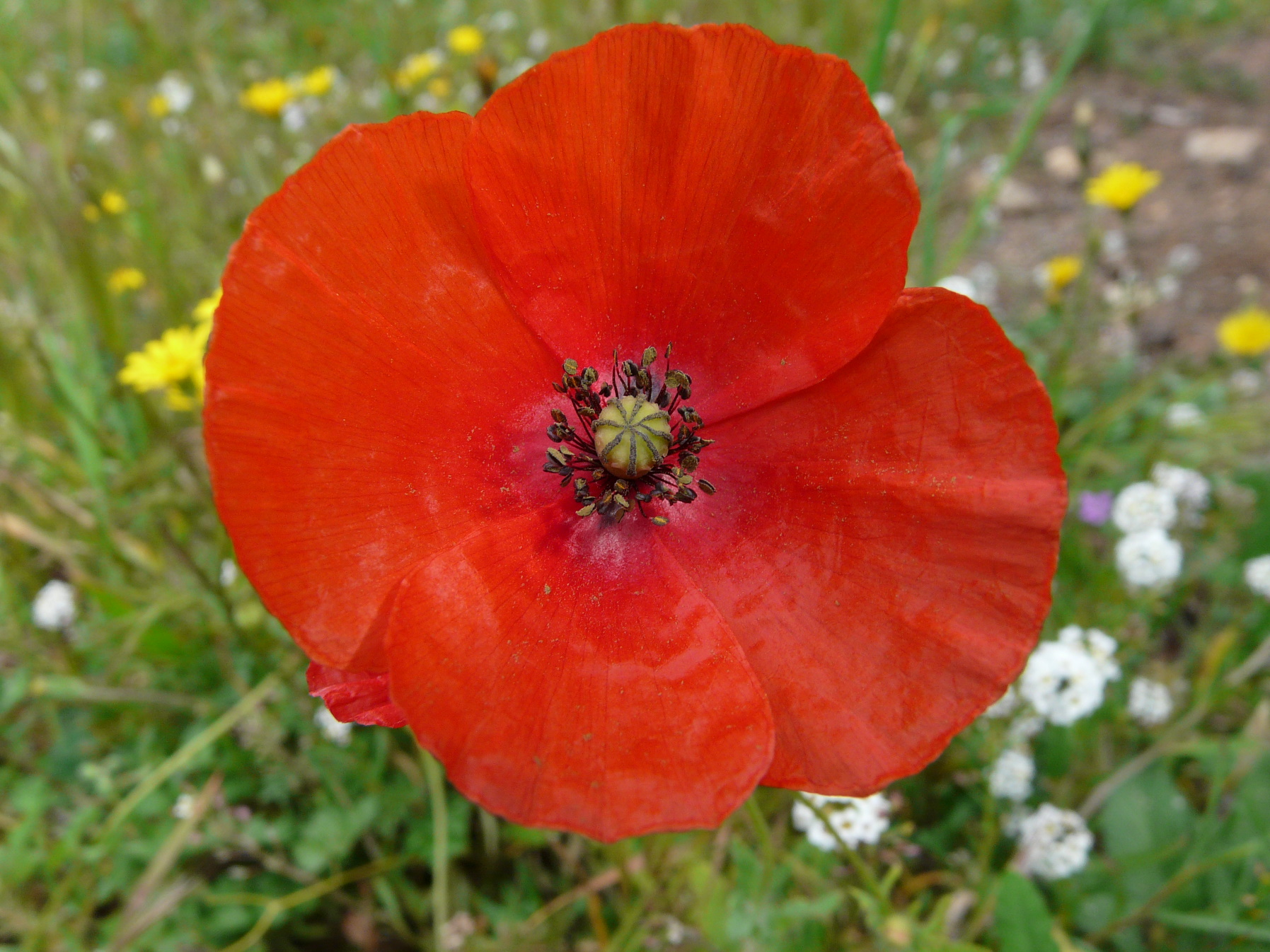
Fleur épanouie.
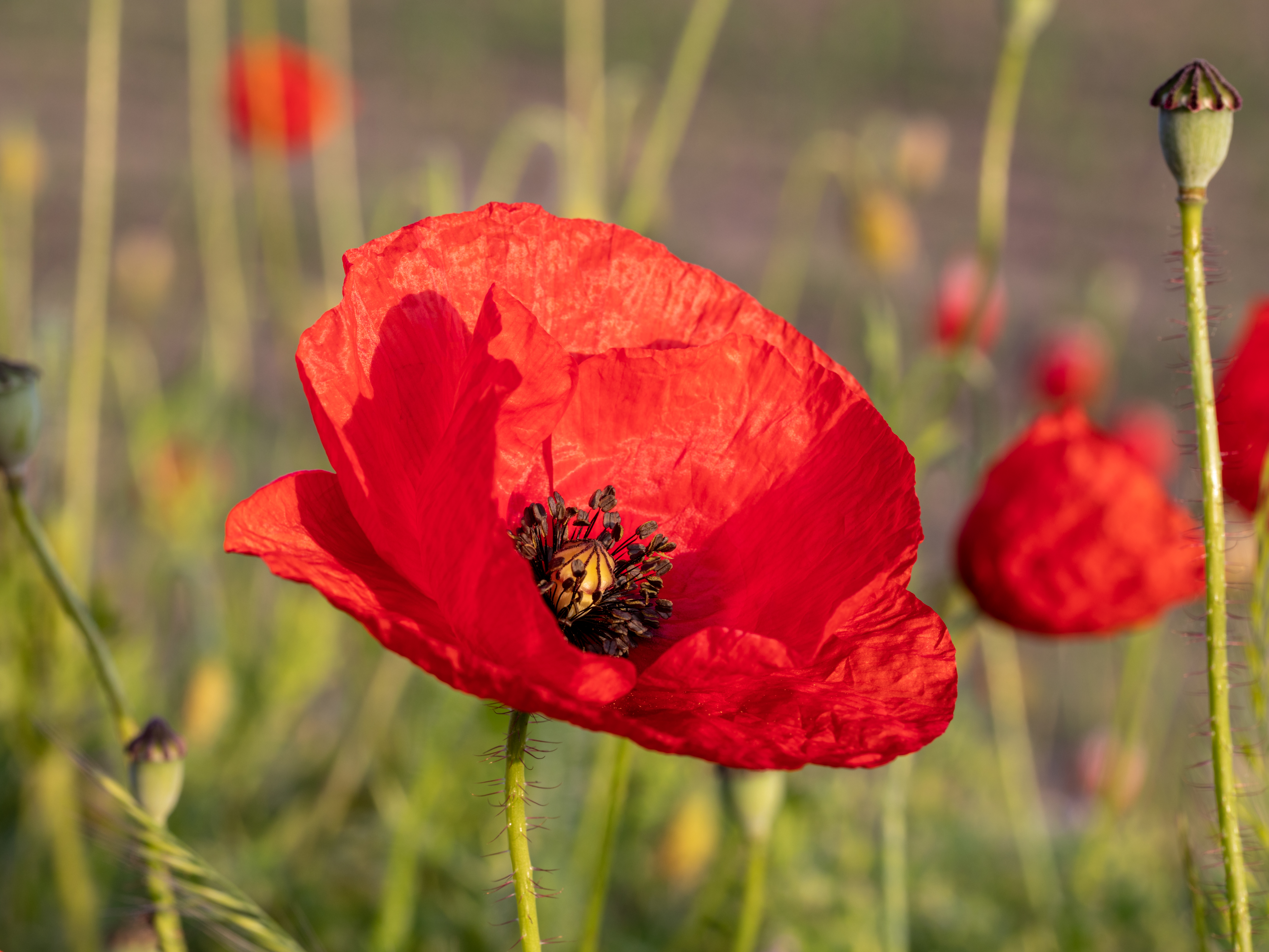
Autre fleur épanouie sur le bord d'un champ en Allemagne.
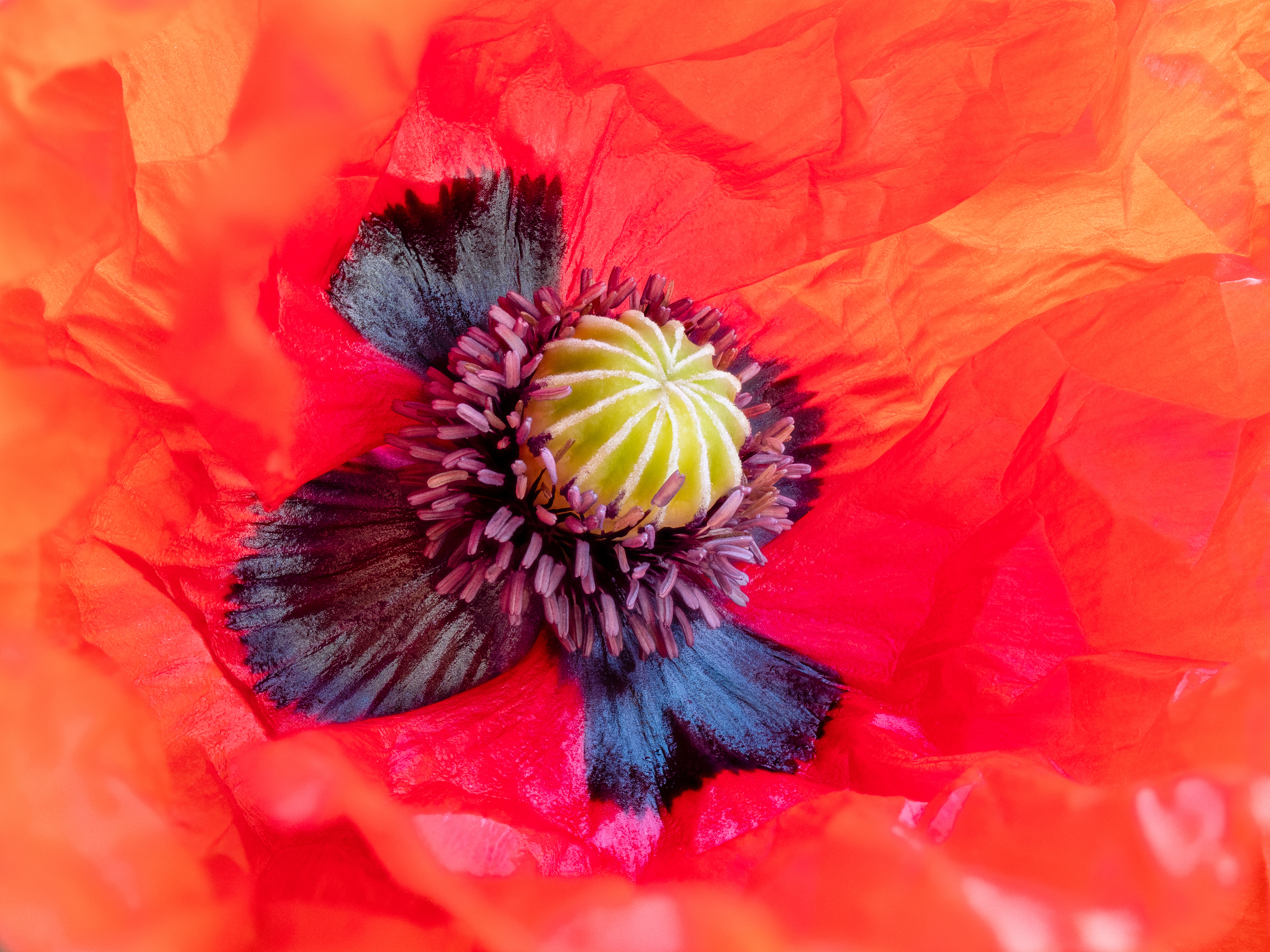
L'intérieur d'une fleur de coquelicot.
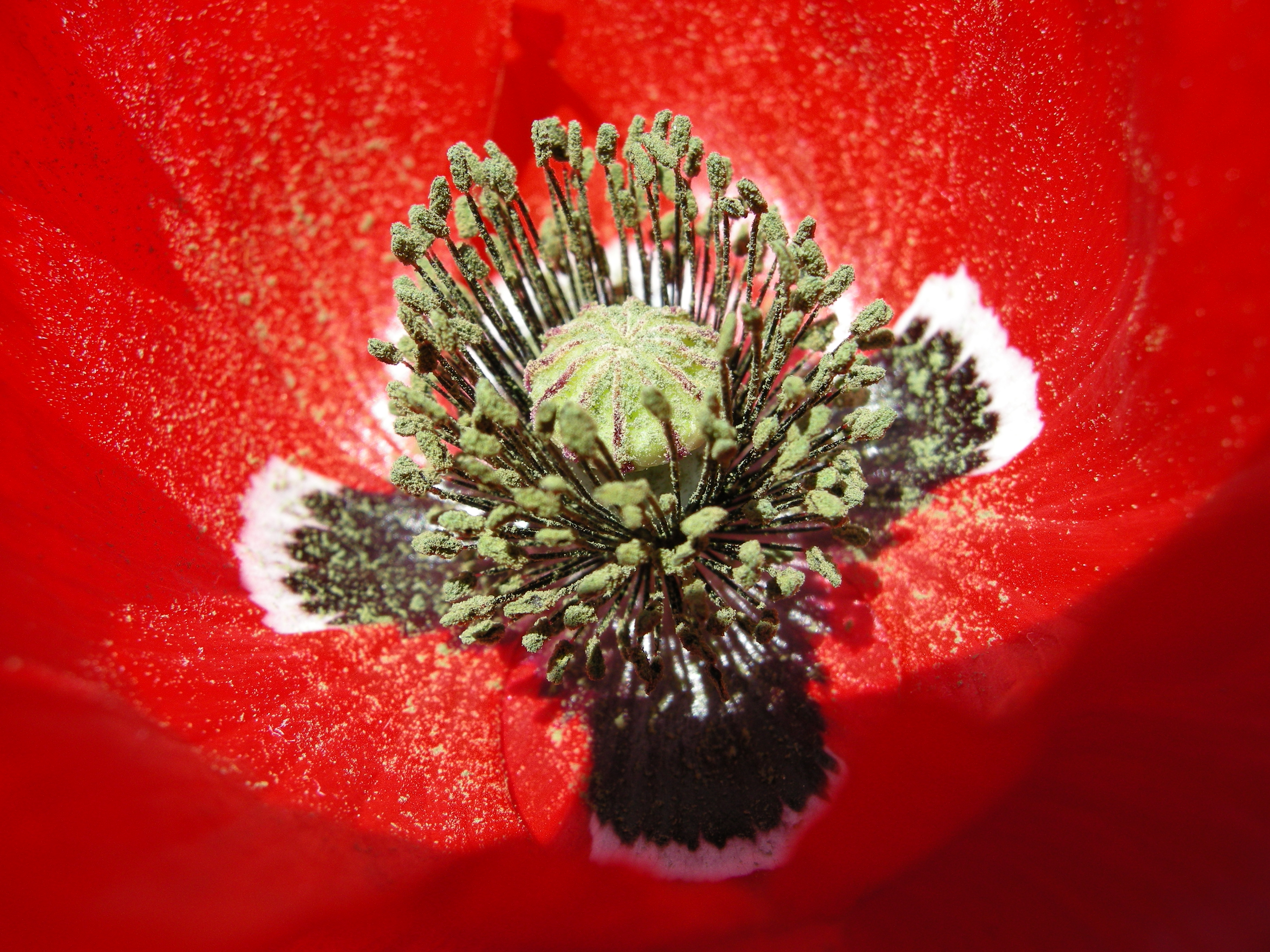
Pistil et étamines.

## Biologie
Le coquelicot préfère les terrains fraîchement remués : les champs cultivés, surtout de céréales d'hiver, mais aussi de printemps (plante jadis messicole que les herbicides ont souvent chassée). Il revient ainsi spontanément dans les zones les moins traitées (à l’entrée des
champs, le long des haies), les bords de chemins, talus ou dans les milieux ouverts très divers, déjà perturbés (remblais, accotements routiers, constructions en zones agricoles, terrains vagues…). Il apprécie les sols frais, bien pourvus en eau, limoneux à argileux, et contenant du calcaire et des éléments nutritifs.
Plante archéophyte, elle devient souvent envahissante, et a envahi l'Europe centrale après les glaciations : c'est pourquoi elle entre dans le groupe des plantes hémérochores.
Les graines photosensibles germent lorsqu'elles sont près de la surface du sol.
La germination est impossible à une profondeur excédant 1 à 1,5 cm. La levée se produit en nombre après tout mouvement de terre (labour ou autre).
Un pied peut produire jusqu'à 50 000 graines. Celles-ci gardent longtemps leur capacité de germination dans le sol, en général pendant 5 à 8 ans. Selon certains auteurs elles peuvent rester dormantes dans le sol plus de 80 ans.
La floraison a lieu principalement au printemps et en été, entre avril et août (dans l'hémisphère nord) ou de mars à juin autour du bassin méditerranéen, mais il arrive qu’une deuxième floraison survienne en automne, vers la fin septembre.
Le coquelicot contient dans toutes ses parties du latex dans lequel se trouvent divers alcaloïdes dont le principal est la rhœadine, mais contrairement au pavot somnifère, il ne contient pas de morphine.
Les pétales sont riches en mucilage et contiennent des tanins et des pigments anthocyaniques, dérivés de la cyanidine (mécocyanine et cyanine) qui lui donnent sa couleur rouge, ainsi que des alcaloïdes dérivés de la benzylisoquinoline, des alcaloïdes d'isoquinoléine et des alcaloïdes dérivés de la tétrahydro-3H-3-benzodiazépine, dont la rhœadine (qui est le plus abondant avec près de 50 % du total), la rhœarubine I et II , la rhœagénine, l'isorhœadine, la papavérine et la protopine (en). La teneur totale en alcaloïdes est proche de 0,07 à 0,12 %.

## Utilisations diverses

### Usage médicinal
Comme tous les pavots, le coquelicot a des effets narcotiques dus aux alcaloïdes qu'il contient.
Il a été très utilisé en phytothérapie. Selon une étude ethnobotanique de Françoise et Grégoire Nicollier (1984), relative aux usages des plantes dans la vie quotidienne d'autrefois à Bagnes (Suisse), cette plante dite panaoû ou panou en francoprovençal était utilisée comme analgésique : « les feuilles sont posées directement sur l'endroit qui fait mal, ou bien, avec les tiges, les feuilles et les fleurs, on fait de la tisane qu'on met en compresse sur les plaies, les furoncles », de même pour le bétail précisent les auteurs.
On utilise aujourd'hui surtout ses pétales séchés, qui prennent une couleur lie-de-vin à la dessiccation et dont on fait le plus souvent des tisanes. Infusés dans de l'eau bouillante ils servent aussi à préparer des sirops. Macérés dans de l'alcool (vodka, rhum) avec du sucre, ils font des liqueurs ou des sirops colorés mais peu savoureux (leur goût pouvant être relevé par du lierre terrestre),.

Ses effets sont apaisants chez l'adulte, mais plus encore sur les jeunes enfants (on mélangeait autrefois du coquelicot à la bouillie des enfants pour faciliter leur sommeil).

Par ses propriétés émollientes, sédatives légères et béchiques, le coquelicot est un calmant de la toux et des irritations de la gorge. Il est alors utilisé sous forme de pastilles à sucer. Il existe un sirop de coquelicot. Ce sirop est déjà mentionné au XVIIe siècle dans le dictionnaire de Furetière pour un usage médicinal.
Les pétales séchés de Papaver rhoeas (ainsi que de Papaver dubium) figurent sous le nom de « coquelicot » dans la pharmacopée française.
Les pétales de coquelicot rentrent dans la composition des fleurs pectorales, notamment dans la « tisanes des quatre fleurs » qui comprend en fait sept espèces.

### Usage alimentaire

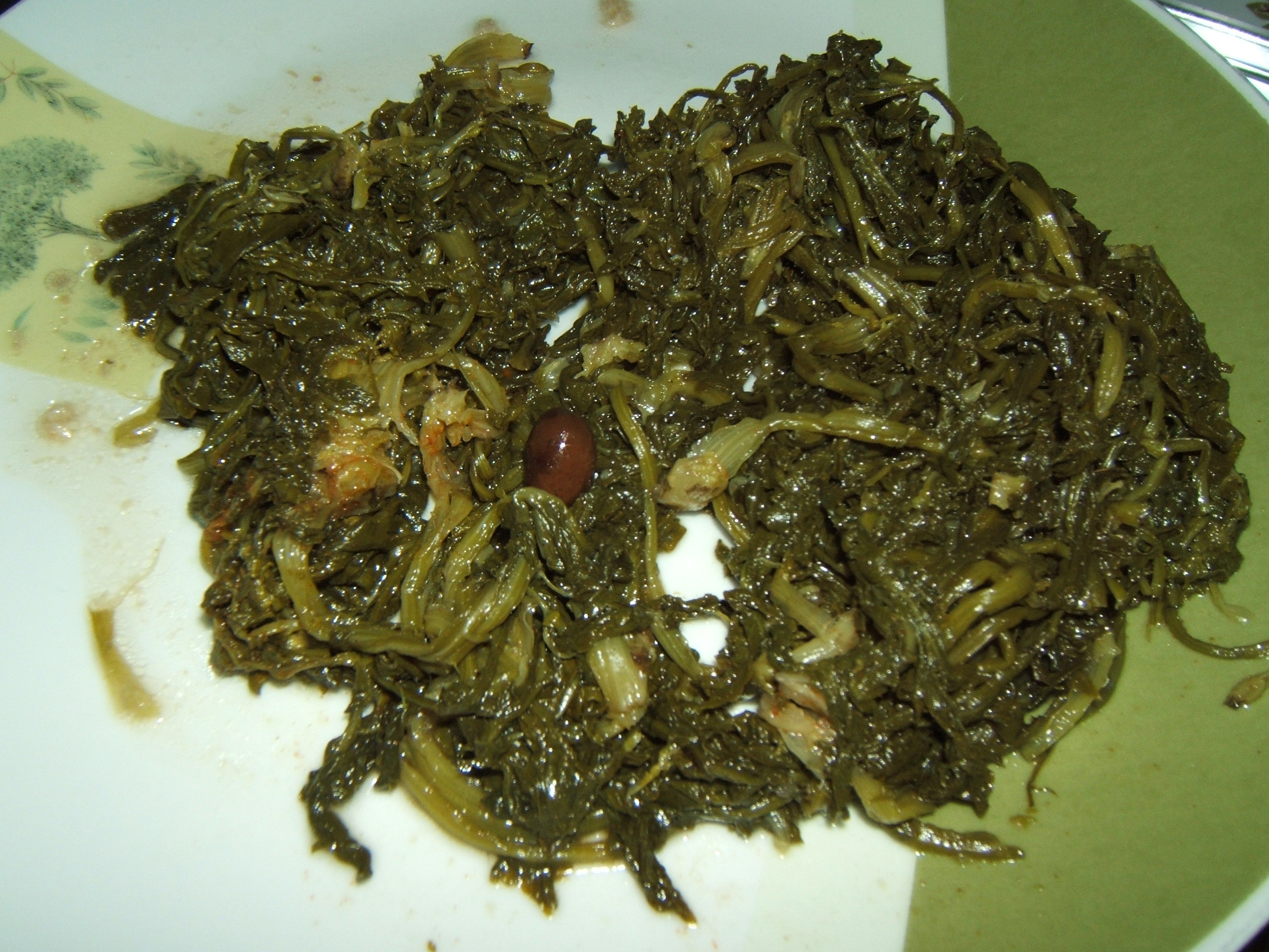
Paparene aux olives noires, spécialité salentine.

Les jeunes feuilles de pavot sont traditionnellement consommés crues (hachées, elles servent à aromatiser soupes, légumes et céréales). Plus matures, elles peuvent se consommer cuites comme les épinards, et utilisées pour aromatiser soupes et salades,. Dans le Salento (Italie), on prépare les paparene nfucate en faisant cuire les jeunes feuilles, cueillies avant la floraison, à feu doux dans un peu d'eau avec de l'huile d'olive et des olives noires.
Les boutons floraux peuvent être conservés dans du vinaigre comme les câpres. Le jeune ovaire encore tendre peut être croqué tel quel pour sa saveur de noisette. Ils peuvent aussi être poêlés. Les fleurs peuvent être ajoutées crues dans tous les types de plats.
Les pétales rouges du coquelicot décorent les plats mais servent aussi à préparer un sirop coloré utilisé contre la toux, les coliques des enfants. À Nemours, on prépare depuis 1870 des bonbons aux coquelicots et depuis 1996 un sirop et une liqueur de coquelicot.
Même si elles sont moins grosses que celles de certains pavots, les graines du coquelicot sont également comestibles. Recueillies en se servant de la capsule comme d'un poivrier, elles sont utilisées comme telles en pâtisserie, pour confectionner des pains aromatisés ou, cuites avec du lait et du miel, pour fourrer des gâteaux. Jadis on extrayait de ces graines très oléagineuses une huile servant de substitut à l'huile d'olive.

### Plante ornementale

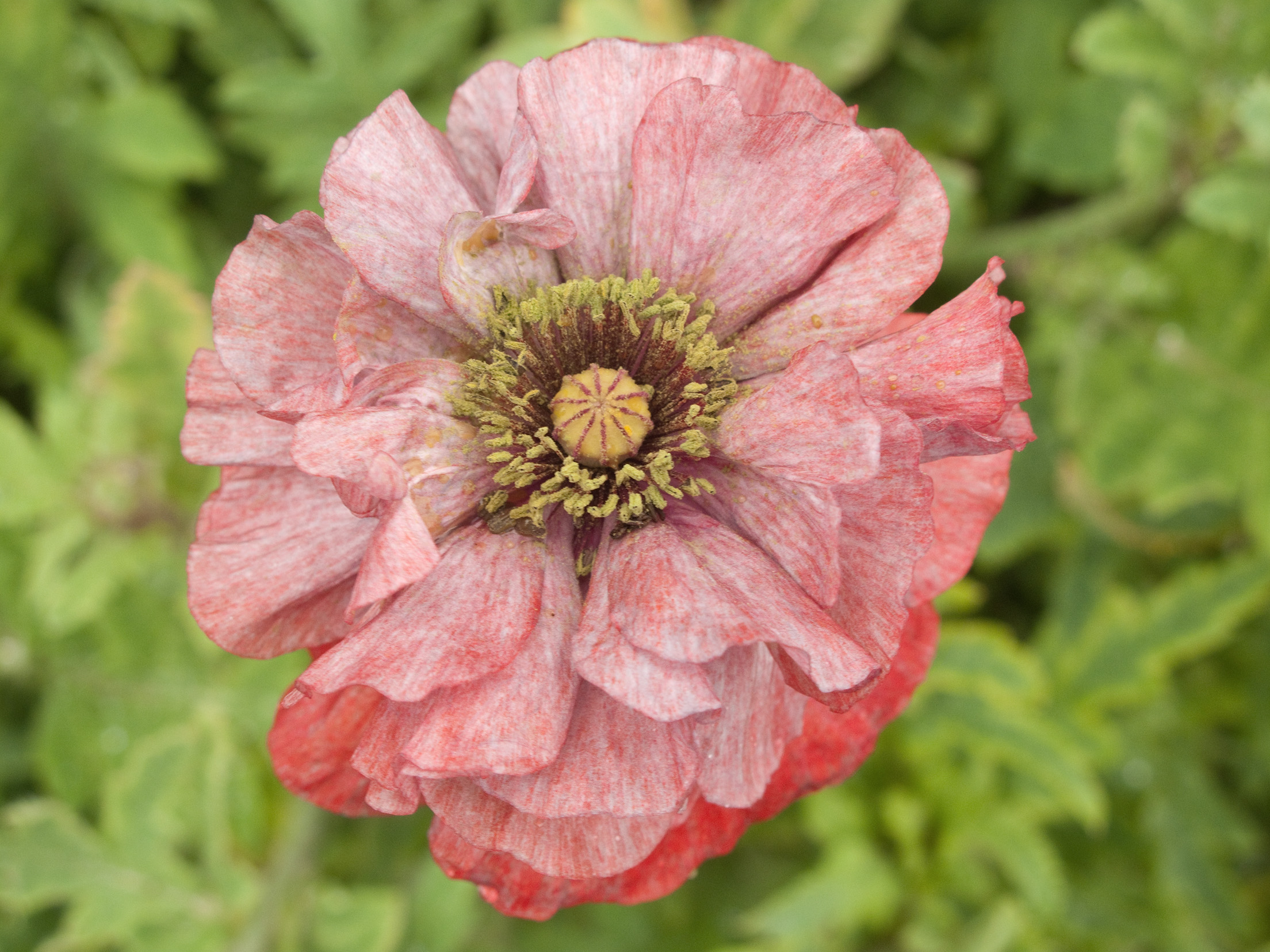
Cultivar de coquelicot : 'Shirley'.

Il existe de nombreux cultivars de Papaver rhoeas, ou coquelicots horticoles, cultivés pour leur floraison décorative.
Voici une liste non exhaustive de cultivars de Papaver rhoeas:
- Papaver rhoeas 'Falling in Love': fleurs chiffonnées, bicolore et quelquefois mouchetées.
- Papaver rhoeas 'Ladybird' : fleurs doubles très rouges avec de grosses macules noirs près du cœur. Parfois, un dégradé de couleurs peut être aperçu.
- Papaver rhoeas 'Mother of Pearl': aux fleurs rose tendre ou bleu lilas nuancées de zones  plus pâles.
- Papaver rhoeas 'Pandora': fleurs doubles rouge bourgogne foncé avec des marbrures de couleur rose et argentée.
- Papaver rhoeas 'Perfection' : fleurs grandes avec des pétales aux coloris pastels et translucides.
- Papaver rhoeas 'Shirley' : aux pétales de couleurs variées, dans des tons de rouge et d'orange, de rose, jaune et blanc, le centre de la fleur étant généralement plus clair, et à la corolle simple, semi-double ou double. Ils ont été sélectionnés à partir de 1880 par le révérend William Wilks, vicaire de la paroisse de Shirley en Angleterre[11].

Si l'on ne peut pas se passer de les cueillir pour en faire un bouquet, on empêche les fleurs de se faner dans la journée en prolongeant leur épanouissement par la cautérisation de la tige à l'endroit où elle a été coupée.

## Distribution
L'espèce est présente dans tout le bassin méditerranéen, sauf en quelques endroits dans sa partie orientale.
Le coquelicot est vraisemblablement originaire de l'Est du bassin méditerranéen (Europe méridionale, Afrique du Nord et Moyen-Orient). La plante, associée aux cultures, notamment céréalières, s'est répandue et s'est naturalisée dans toute l'Europe et l'Asie tempérée, ainsi qu'en Amérique du Nord.

## Nuisibilité

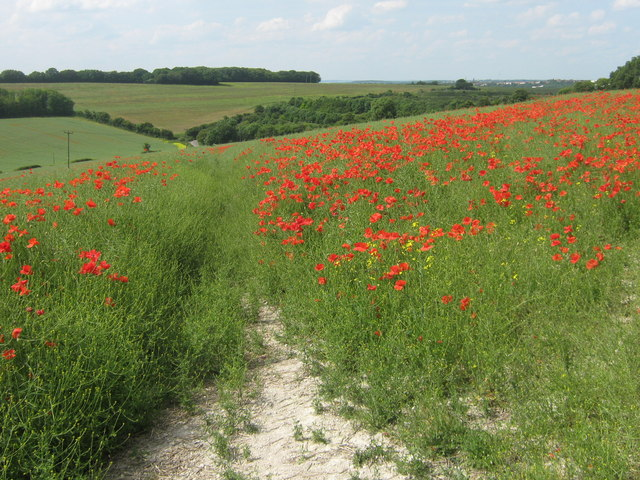
Le coquelicot est souvent cantonné dans la bordure des champs épargnée par les traitements herbicides.

Le coquelicot est considéré comme une mauvaise herbe. Il est fréquemment signalé dans de nombreuses cultures (blé, orge, colza, betteraves sucrières, lentilles, pois, etc.), dans divers pays d'Europe occidentale, d'Afrique du Nord et du Moyen-Orient. C'est parmi les adventices dicotylédones des champs cultivés la plus fréquente en Italie.
C'est une plante modérément compétitive. Elle affecte peu les rendements des céréales semées au printemps. Dans des cas où la densité atteignait 500 à 1 000 plants par mètre carré[Information douteuse], aucune perte de rendement n'a été constatée lorsque les coquelicots ont émergé après l'installation de la plante cultivée. Elle est en revanche nettement plus compétitive à l'égard des céréales d'hiver et a été classée parmi les 12 espèces de mauvaises herbes les plus nuisibles pour les cultures de blé semées en automne.
Papaver rhoeas est également une plante-réservoir pour certains agents phytopathogènes d'importance économique. Elle héberge notamment le virus de la jaunisse grave de la betterave (BYV closterovirus), le virus de la jaunisse modérée de la betterave (BMYV, Beet mild yellowing virus) et le virus de la jaunisse occidentale de la betterave (BWYV, Beet western yellow virus), le virus latent italien de l'artichaut (AILV, artichoke Italian latent nepovirus) et le virus de la mosaïque du navet (TMV, turnip mosaic potyvirus), le virus X de la pomme de terre (PVX, Potato X potexvirus), le virus du flétrissement de la fève (BBWV, broad bean wilt fabavirus) et un champignon ascomycète, Leveillula taurica, agent de diverses formes d'oïdium.

### Résistance aux herbicides
Depuis 1993, divers cas de résistance de populations de coquelicots à des herbicides ont été signalés dans neuf pays européens (Allemagne, Belgique, Danemark, Espagne, France, Grèce, Italie, Pologne, Suède). Ces cas concernent presque toujours des cultures de blé et impliquent divers herbicides rattachés à deux classes selon la classification HRAC des herbicides : classe B, inhibiteurs de l'acétolactate synthase (ALS), et classe O, auxines synthétiques. Il s'agit parfois de résistance croisée (résistance à des substances de familles chimiques différentes) et dans deux cas, on a constaté une résistance simultanée aux deux classes de matières actives (résistance multiple).

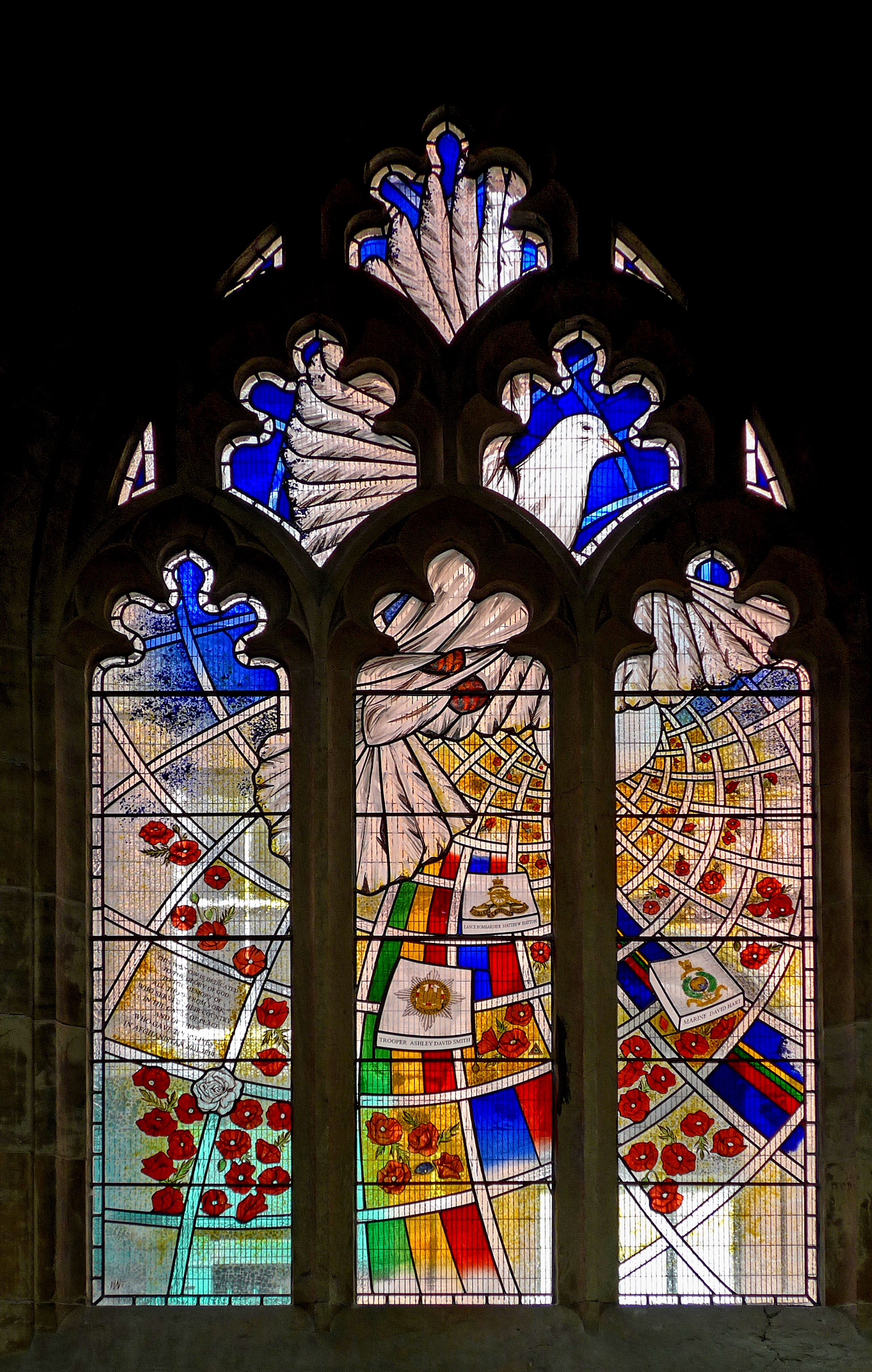
Vitrail de l'église de Tous les Saints (All Saints church), Pavement, York.

## Symbolique

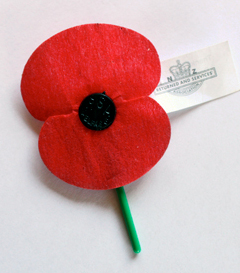
Coquelicot de la RSA pour la Journée de l'ANZAC, en Nouvelle-Zélande.

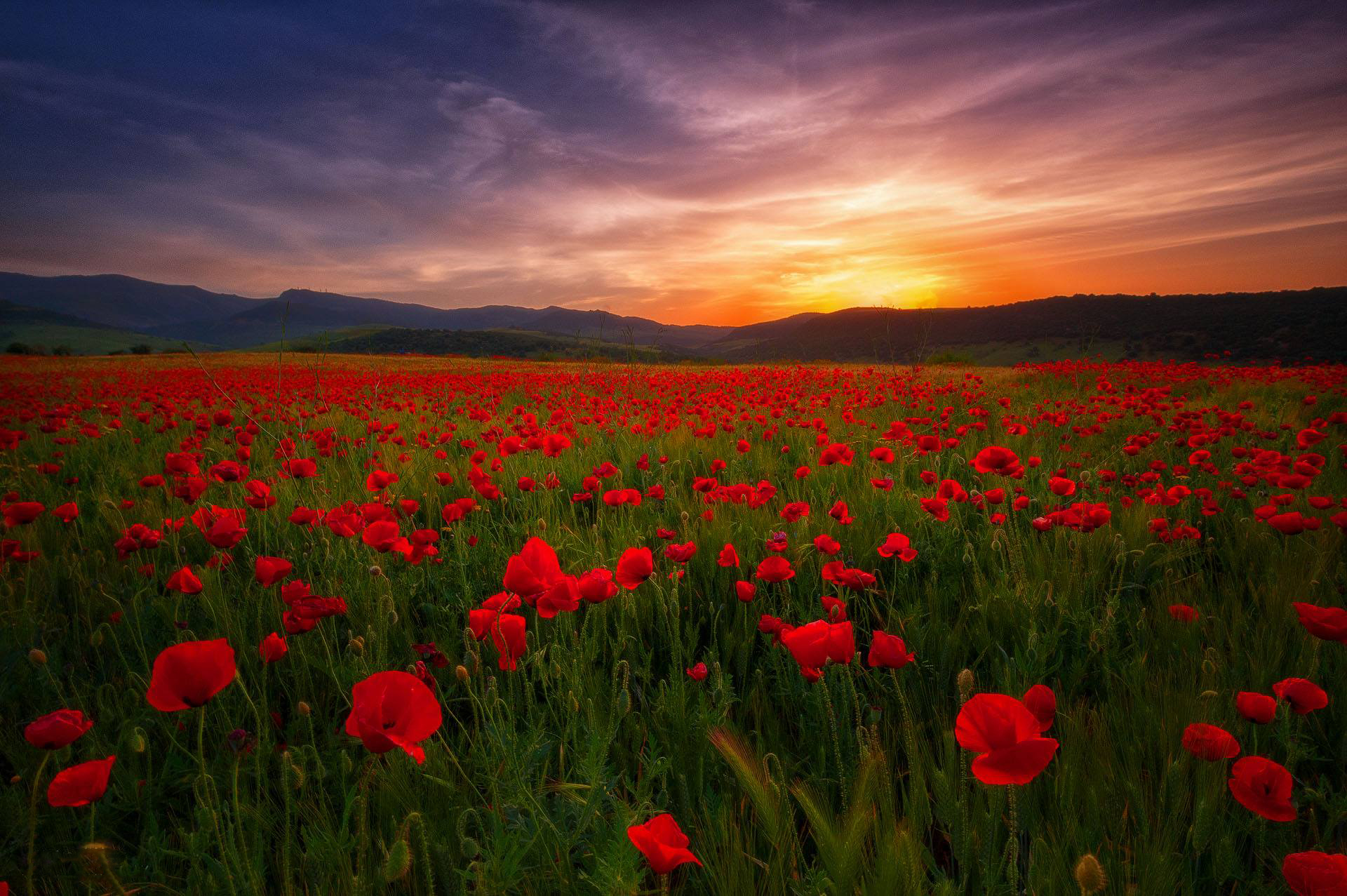
Le coquelicot, fleur symbole de la ville de Guelma, en Algérie.

Dans le langage des fleurs, le coquelicot incarnerait « l'ardeur fragile », la beauté ou « la consolation ». Les noces de coquelicot symbolisent les 8 ans de mariage dans le folklore français.
Le coquelicot a été associé, au XXe siècle, en particulier dans les pays du Commonwealth (Royaume-Uni, Canada, Australie, Nouvelle-Zélande…), au souvenir des combattants, et tout spécialement des soldats tombés lors de la Première Guerre mondiale, à l'instar du bleuet pour les combattants français. Cette allégorie du coquelicot découle d'un poème, écrit le 3 mai 1915 par le lieutenant-colonel John McCrae, un médecin du Corps de santé royal canadien qui fut témoin de la terrible seconde bataille d'Ypres. Il s'intitule In Flanders Fields (Dans les champs de Flandres). En fait, les coquelicots fleurissaient sur le bord des tranchées et sur les tombes des soldats (phénomènes remarqués dès les guerres napoléoniennes), et leur couleur rouge était un symbole approprié pour le bain de sang de la guerre de tranchées. En 1918, Moina Michael, universitaire membre de la YWCA, découvre ce poème et promeut l'usage des coquelicots comme symbole de mémoire. Cette pratique est adoptée par l'American Legion en 1920 lors d'un congrès auquel participe Anna E. Guerin, membre du YMCA en France, qui propose de vendre, à l'occasion de l'anniversaire de l'Armistice, des coquelicots en tissu faits à la main, afin de recueillir de l'argent pour les orphelins de guerre. En 1921, une délégation de veuves françaises rend visite au maréchal britannique Douglas Haig, fondateur de la Royal British Legion, et le convainc de vendre ces coquelicots pour amasser des fonds pour les anciens combattants blessés et au chômage. Dès 1922, les divers pays qui ont adopté ce symbole entreprennent de fabriquer les coquelicots en papier chez eux. La tradition se poursuit depuis de vendre ces fleurs le jour du Souvenir.
Le coquelicot est le symbole de Morphée le dieu des rêves et du sommeil dans la mythologie gréco-latine.
C'est l'emblème végétal de la Flandre belge et de la Pologne.

## Dans les arts
Les coquelicots figurent dans les œuvres de plusieurs peintres modernes. Par exemple : Gustave Courbet (Les Coquelicots), Claude Monet (Champ de coquelicots, Champ d'avoine aux coquelicots ), Vincent van Gogh (Champ aux coquelicots) ou Gustav Klimt (Champ de coquelicots).

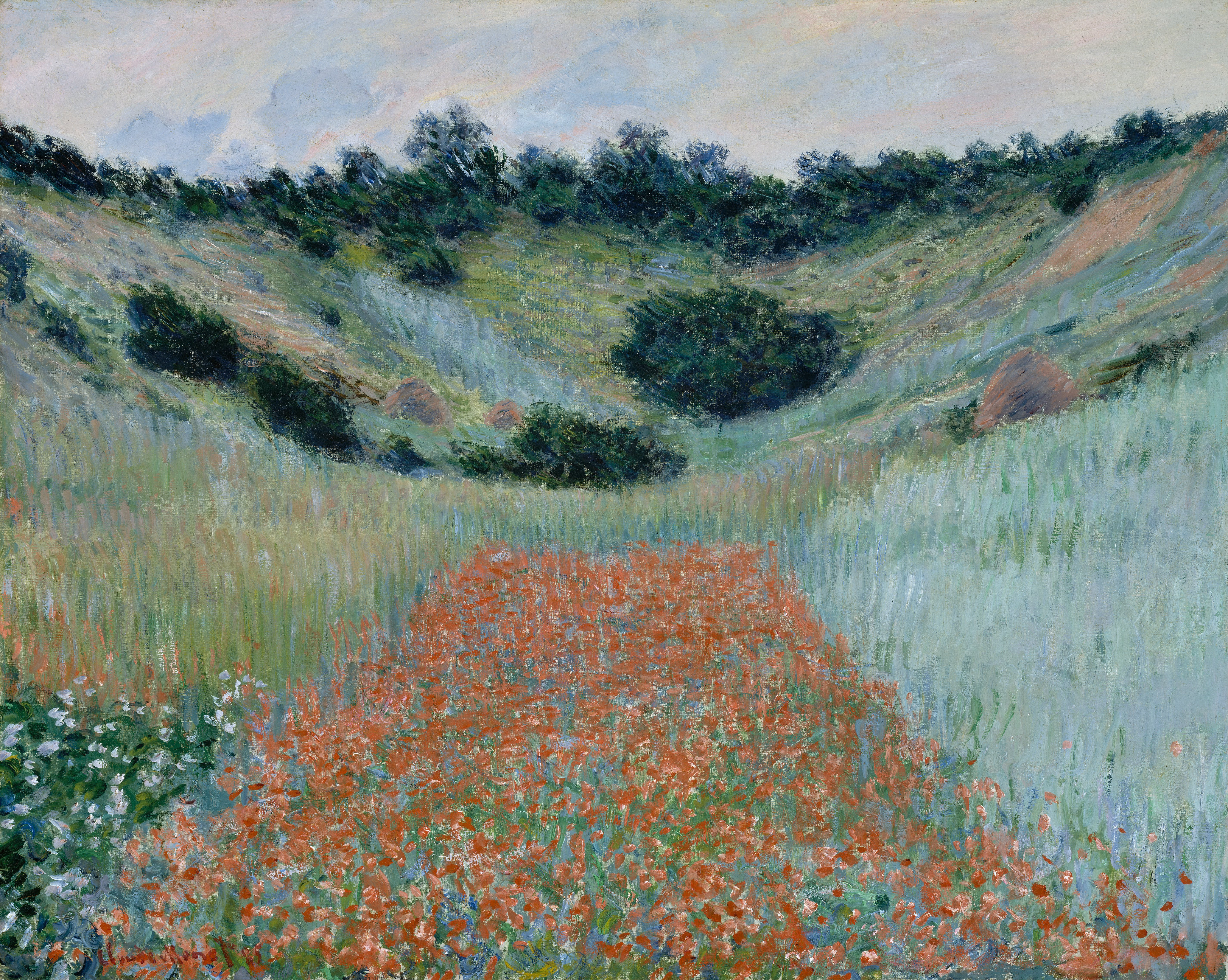
Champ de coquelicots, environs de Giverny, Claude Monet, 1885.
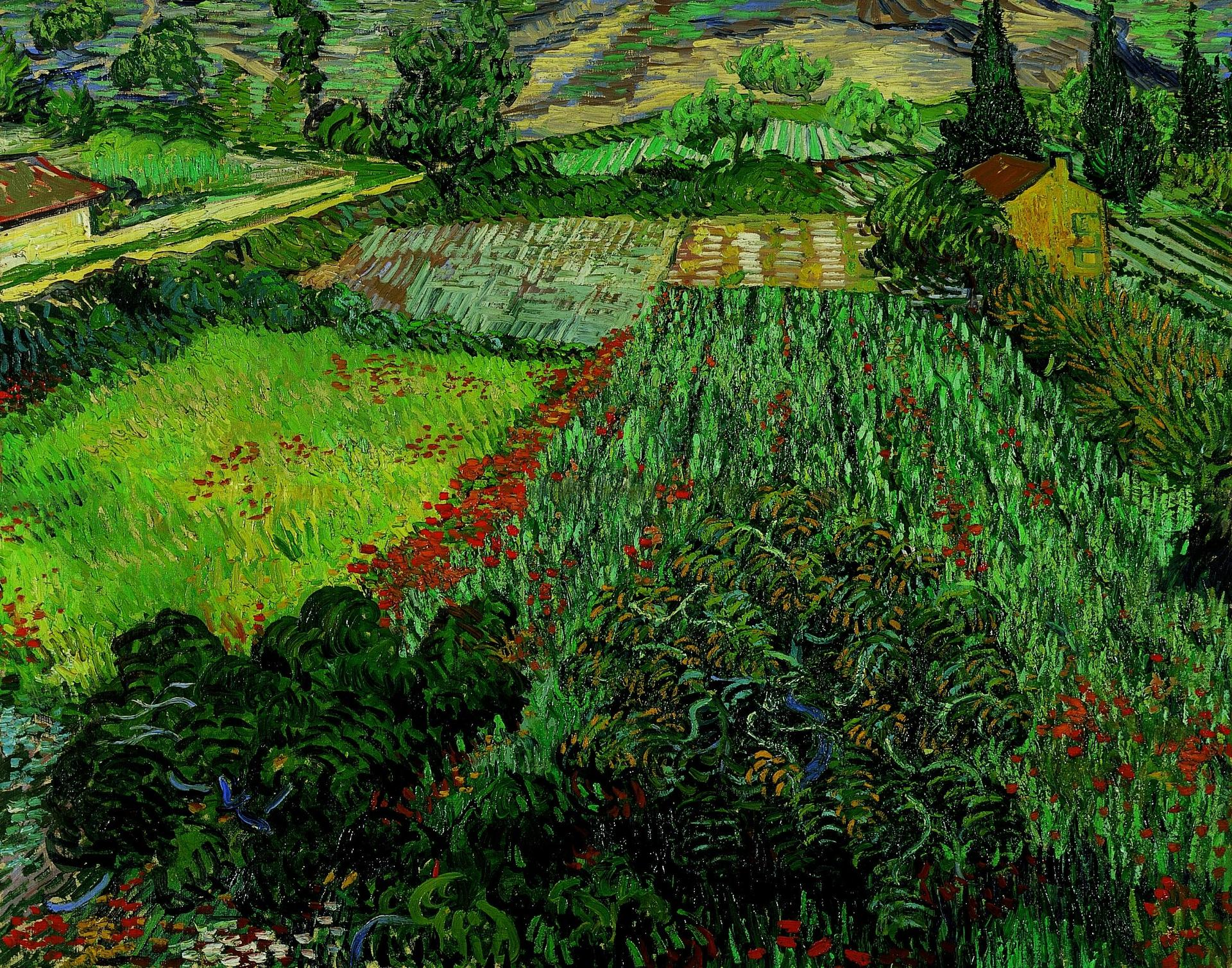
Champ aux coquelicots, Vincent van Gogh, 1889

Le coquelicot figure également dans le refrain d'une vieille chanson J'ai descendu dans mon jardin apparue transcrite pour la première fois dans le recueil Chansons et rondes enfantines, publié en 1846 par Marion Théophile Dumersan.
En 2014, une œuvre d'art monumentale nommée Blood Swept Lands and Seas of Red (en), composée de 888 246 coquelicots en céramique est mise en place dans le fossé de la tour de Londres, dans le cadre de la commémoration du centenaire de la participation de la Grande-Bretagne à la Première Guerre mondiale.